# Hollands fodboldlandshold
Hollands fodboldlandshold (nederlandsk: Nederlands voetbalelftal) er det nationale fodboldhold i Holland, og landsholdet bliver administreret af Koninklijke Nederlandse Voetbalbond. Holdet har deltaget ni gange i VM og otte gange i EM. 
Hollands hidtil eneste titel blev vundet ved EM 1988 i Vesttyskland, hvor man i finalen besejrede Sovjetunionen med 2-0. Tre gange, ved VM i 1974, VM i 1978 og VM i 2010, har man nået finalen ved VM, men dog tabt alle tre gange.

## Turneringsoversigt

### Europamesterskaberne
| År   | Værtsland         | Hollands placering |
| ---- | ----------------- | ------------------ |
| 1960 | Frankrig          | Deltog ikke        |
| 1964 | Spanien           | Ikke kvalificeret  |
| 1968 | Italien           | Ikke kvalificeret  |
| 1972 | Belgien           | Ikke kvalificeret  |
| 1976 | Jugoslavien       | Bronze             |
| 1980 | Italien           | Indledende runde   |
| 1984 | Frankrig          | Ikke kvalificeret  |
| 1988 | Vesttyskland      | Guld               |
| 1992 | Sverige           | Semifinale         |
| 1996 | England           | Kvartfinale        |
| 2000 | Belgien & Holland | Semifinale         |
| 2004 | Portugal          | Semifinale         |
| 2008 | Østrig & Schweiz  | Kvartfinale        |
| 2012 | Polen & Ukraine   | Indledende runde   |
| 2016 | Frankrig          | Ikke kvalificeret  |
| 2020 | EU                | Ottendedelsfinale  |
| 2024 | Tyskland          | Semifinale         |

### Verdensmesterskaberne
| Pos | Hold         | K  | V | U | T | M+ | M- | MF  | P  | Kvalifikation                         |
| --- | ------------ | -- | - | - | - | -- | -- | --- | -- | ------------------------------------- |
| 1   | Frankrig     | 10 | 7 | 2 | 1 | 18 | 6  | +12 | 23 | Kvalifikation til FIFA World Cup 2018 |
| 2   | Sverige      | 10 | 6 | 1 | 3 | 26 | 9  | +17 | 19 | Mulig playoff                         |
| 3   | Holland      | 10 | 6 | 1 | 3 | 21 | 12 | +9  | 19 |                                       |
| 4   | Bulgarien    | 10 | 4 | 1 | 5 | 14 | 19 | −5  | 13 |                                       |
| 5   | Luxembourg   | 10 | 1 | 3 | 6 | 8  | 26 | −18 | 6  |                                       |
| 6   | Hviderusland | 10 | 1 | 2 | 7 | 6  | 21 | −15 | 5  |                                       |

1. ↑  Note that this match is not considered to be a full international by the English Football Association, and does not appear in the records of the England team, because professional football had already been introduced in England at that time. In the Netherlands however, professional football would only be introduced in 1954, and before that time, players who left the Netherlands to turn pro in another country were banned from the national team.
2. ↑  De otte bedste toere fra hver gruppe vil avancere til playoff. Den dårligste toer på tværs af alle grupperne bliver elimineret.

| År   | Værtsland        | Hollands placering |
| ---- | ---------------- | ------------------ |
| 1930 | Uruguay          | Deltog ikke        |
| 1934 | Italien          | Indledende runde   |
| 1938 | Frankrig         | Indledende runde   |
| 1950 | Brasilien        | Deltog ikke        |
| 1954 | Schweiz          | Deltog ikke        |
| 1958 | Sverige          | Ikke kvalificeret  |
| 1962 | Chile            | Ikke kvalificeret  |
| 1966 | England          | Ikke kvalificeret  |
| 1970 | Mexico           | Ikke kvalificeret  |
| 1974 | Vesttyskland     | Sølv               |
| 1978 | Argentina        | Sølv               |
| 1982 | Spanien          | Ikke kvalificeret  |
| 1986 | Mexico           | Ikke kvalificeret  |
| 1990 | Italien          | 1/8-finale         |
| 1994 | USA              | Kvartfinale        |
| 1998 | Frankrig         | 4. plads           |
| 2002 | Sydkorea & Japan | Ikke kvalificeret  |
| 2006 | Tyskland         | 1/8-finale         |
| 2010 | Sydafrika        | Sølv               |
| 2014 | Brasilien        | Bronze             |
| 2018 | Rusland          | Ikke kvalificeret  |
| 2022 | Qatar            | Kvartfinale        |

### Olympiske lege
| År   | Værtsby                | Hollands placering |
| ---- | ---------------------- | ------------------ |
| 1908 | London, Storbritannien | Bronze             |
| 1912 | Stockholm, Sverige     | Bronze             |
| 1920 | Antwerpen, Belgien     | Bronze             |
| 1924 | Paris, Frankrig        | 4. plads           |
| 1928 | Amsterdam, Holland     | Indledende runde   |
| 1948 | London, Storbritannien | Indledende runde   |
| 1952 | Helsinki, Finland      | Indledende runde   |
| 2008 | Beijing, Kina          | Kvartfinale        |
| 2012 | 🏴󠁧󠁢󠁥󠁮󠁧󠁿 London, England     | Ikke kvalificeret  |
| 2016 | 🇧🇷 Rio, Brasilien      | Ikke kvalificeret  |
| 2020 | 🇯🇵 Tokyo, Japan        | Ikke kvalificeret  |

### FIFA Confederations Cup
| År   | Værtsland        | Hollands placering |
| ---- | ---------------- | ------------------ |
| 1992 | Saudi-Arabien    | Ikke kvalificeret  |
| 1995 | Saudi-Arabien    | Ikke kvalificeret  |
| 1997 | Saudi-Arabien    | Ikke kvalificeret  |
| 1999 | Mexico           | Ikke kvalificeret  |
| 2001 | Sydkorea & Japan | Ikke kvalificeret  |
| 2003 | Frankrig         | Ikke kvalificeret  |
| 2005 | Tyskland         | Ikke kvalificeret  |
| 2009 | Sydafrika        | Ikke kvalificeret  |

## Aktuel Trup
Følgende spillere var med i truppen til VM-kvalifikations kampen imod Gibraltar den 11. oktober 2021.